# 10/40-venster
Het 10/40-venster, of de Engelse naam 10/40 Window, is een term die in de christelijke zending wordt gebezigd. De term is in 1990 bedacht door de christelijke missionaris Luis Bush. Hiermee wordt de regio aangeduid tussen de 10e en 40e graad op het noordelijk halfrond in Europa, Afrika en Azië. Dit is het gebied waar het christendom de minste vaste grond heeft gekregen. Ook in sociaal-economisch opzicht is het een achtergebleven gebied.
In het gebied liggen de volgende landen: Afghanistan, Algerije, Bahrein, Bangladesh, Benin, Bhutan, Burkina Faso, Cambodja, Tsjaad, China, Cyprus, Djibouti, Egypte, Eritrea, Gambia, Griekenland, Guinee, Guinee-Bissau, India, Iran, Irak, Israël, Japan, Jordanië, Koeweit, Laos, Libanon, Libië, Mali, Malta, Mauritanië, Marokko, Myanmar, Nepal, Niger, Noord-Korea, Oman, Pakistan, Qatar, Saoedi-Arabië, Senegal, Soedan, Syrië, Taiwan, Tadzjikistan, Thailand, Tunesië, Turkije, Turkmenistan, Verenigde Arabische Emiraten, Vietnam, Westelijke Sahara en Jemen. 
Portugal en de Filipijnen liggen ook in het gebied, maar worden bij het bezigen van de term in de christelijke context vaak niet bedoeld, vanwege het traditioneel christelijke karakter van beide landen. Indonesië, Sri Lanka en Oezbekistan vallen net buiten het gebied, maar worden er juist vaak wel toe gerekend.
Er is ook kritiek op deze strategie. Zo zou het veel efficiënter kunnen zijn om te kijken waar mensen ontvankelijk zijn voor het evangelisatie en waar veel mensen dichtbij zijn geconcentreerd, in plaats van zendelingen per se te willen uitzenden naar een gebied binnen het 10/40 Raam. Als voorbeeld: mogelijk is het veel effectiever om zendelingen te laten werken onder het Malinese bevolkingsdeel in de stad Parijs dan in Mali zelf, waar de steden relatief klein zijn en ver van elkaar af liggen.

## Data
Verschillende data geeft beter inzicht in de problematiek van de regio: 
- 82% van de armsten van de wereld wonen in het gebied
- 84% met de laagste levensvoorwaarden wonen in de regio (lage levensverwachting, kindersterfte, analfabetisme)
- De regio is het centrum van werelds grootste niet-christelijke religies (islam, boeddhisme, hindoeïsme)
- Het gebied waar de christelijke boodschap het minst is verkondigd en waar de bevolking er het minst toegang toe heeft, omdat veel regimes dit in meer of minder mate onmogelijk maken